# Gare de Saint-Marcel-en-Dombes
Gare de Saint-Marcel-en-Dombes – przystanek kolejowy w Saint-Marcel, w departamencie Ain, w regionie Owernia-Rodan-Alpy, we Francji.
Został otwarty w 1866 r. przez Compagnie des chemins de fer de Paris à Lyon et à la Méditerranée (PLM). Dziś jest przystankiem kolejowym Société nationale des chemins de fer français (SNCF), obsługiwanym przez pociągi TER Rhône-Alpes.

## Położenie
Znajduje się na wysokości 287 m n.p.m., na km 31,998 linii Lyon – Bourg-en-Bresse, pomiędzy stacjami Saint-André-de-Corcy i Villars-les-Dombes.